# География на Афганистан
Афганистан е държава в Централна Азия или в югоизточната част на Средна Азия без излаз на море. Площ 652 230 km². Население на 1 януари 2020 г. 8 38 928 000 души. Столица град Кабул.

## Географско положение, граници, големина
Афганистан е държава в югозападната част на Централна Азия, заемаща североизточните райони на Иранската планинска земя. От високите планини на север и изток повърхността ѝ се понижава на запад и югозапад към вътрешните плата и безотточни котловини. Господстват пустинните и полупустинните ландшафти на субтропичния пояс. Значителни площи от територията на страната са труднодостъпни и слабо изучени. На север Афганистан граничи с Туркменистан (дължина на границата 744 km), Узбекистан (137 km) и Таджикистан (1356 km), на североизток – с Китай (102 km), на изток, югоизток и юг – с Пакистан (2432 km) и на запад – с Иран (855 km). Обща дължина на границите (само сухоземни) 5326 km. Преобладаващата част от границите ѝ на юг, запад и северозапад преминават през пустинни райони. На север границите ѝ с Узбекистан и Таджикистан са основно речни (99%, реките Амударя, Пяндж и Памир), а на североизток, изток и югоизток – планински. Дължина от югозапад на североизток 1500 km, ширина от северозапад на югоизток до 700 km. В тези си граници заема площ от 652 230 km².
Крайни точки:
- на север – провинция Бадахшан, граница с Таджикистан, ляв бряг на река Пяндж 38°29’26” с.ш.
- на юг – провинция Хелманд, граница с Пакистан, планина Чагаи 29°22’38” с.ш.
- на запад – провинция Херат, граница с Иран 60°31’01” и.д.
- на изток – провинция Бадахшан, граници с Китай и Таджикистан 74°53’23” и.д.

## Природа

### Релеф
Около 2/3 от територията на Афганистан е заета от планини. Относително малки площи се падат на периферните равнини на север (Бактрийска), запад и югоизток. Планините простиращи се по паралела в Северен Афганистан са Паропамиз, Сефид Хук, Банди Туркестан и др. На изток те се сменят с най-високите части на Централен и Източен Хиндукуш (връх Нушак 7485 m), характеризиращи се с много стръмни склонове и съвременно заледяване. На югозапад от Хиндукуш и южно от Паропамиз, са разположени средно високите и силно пенепленизираните Средноафгански планини (Хазараджат, до 4951 m). На запад те се разширяват и разчленяват на отделни хребети: Мазар (Кофарджагар, 4201 m), Кансан (3994 m), Кохи Хурд (3830 m), Занг (3920 m), Сиахкох (3314 m) и др. На югоизток Средноафганските планин са по-ниски, пресечени са от широки речни долини и безотточни котловини и образуват т.нар. Газни-Кандахарска планинска земя. На юг и югозапад в страната са разположени високи равнини с редица котловини, в които се простират пясъчните пустини  Регистан и Гармсир, каменистата и глинеста пустиня Дащ-е Марго. По границите с Иран и Пакистан има няколко ниски падини със солончаци (Даги Тунди, Гауди Зира) и временни езера (Хамун, Сабари, Нузак и др.). По източната граница на Афганистан с Пакистан се простира дългата гърбица на Сюлеймановите планини.На север, на левия бряг на река Амударя, на границата с Туркменистан се намира най-ниската точка на страната 250 m н.в.

### Геоложки строеж, полезни изкопаеми
Територията на страната основно е разположена в Алпийската геосинклинална област. Северните части на страната са изградени предимно от кредни и кайнозойски варовици и отломъчни материали. Към долната креда са привързани находищата на природен газ (Шибарган) и нефт (Ангот), а към палеогена – залежите на барит, целестин и сяра. Кредните и кайнозойските наслаги са слабо дислоцирани в епохата на новата активизация и залягат върху нагънатите палеозойски, а на места върху триаски и юрски скали. С тях са свързани находищата на каменни въглища, с горната юра – природен газ, каменна сол (Таликан, Такчахана) и гипс. Въгленосните юрски пластове и триаските лави и отломъчни скали се проявяват близо до осовата зона Паропамиз – Хиндукуш. Те изграждат докамбрийските метаморфни скали, с които са свързани находищата на лазурит (Саръсанг) и берилиевите руди в пегматитовите жили (в Нуристан), палеозойските шисти, пясъчници, варовици и лави. Тези скали са смачкани и нагънати през варисцийската нагъвателна фаза и са пронизани с карбонски и юрски гранитоиди. Към тях са привързани находищата на железни руди (Хаджигек, запаси над 100 млн. т), олово и цинк (Фаринджал, Биби Гаухар, Тулак), злато (в Бадахшан, Газни). На юг са разпространени мезозойски и кайнозойски скали, пронизани от млади хипербазити и гранитоиди. В Хазараджат из-под мезойските наслаги излизат субплатформени докамбрийски и палеозойски седиментни скали. На югоизток са развити кредни и палеогенови скали, смачкани през алпийската орогенеза в линейни гънки, а останалите области са изпитали активно планинообразуване. Освен горепосочените находища в страната се експлоатират и залежи на мед, уран,  сребро, хром, слюда, скъпоценни и полускъпоценни камъни.

### Климат
Климатът на Афганистан е сух, субтропичен. Средната юлска температура е от 24 до 32°С, на височина 2500 – 4000 m – около 10°С. Зимата в равнините е мека, неустойчива, със средна януарска температура от 0 до 8°С, като на места са възможни студове от -20 до -30°С. На височина над 3000 m снежната покривка се задържа 6 – 8 месеца. Максимумът на валежите е през зимата и пролетта във връзка с циклоналната дейност. В южните равнини годишната сума на валежите е 40 – 50 mm, във вътрешните плата 200 – 250 mm, по наветрените склонове на Хиндукуш 400 – 600 mm, а на югоизток, където проникват мусоните от Индийския океан, около 800 mm и са предимно през лятото.

### Води
Речната мрежа на Афганистан е разпределена много неравномерно. Тя е най-гъста на изток и североизток. Голяма част от територията на страната спада към вътрешните безотточните области: Мургаб, Херируд (Теджен), Фарахруд, Хелманд, Амударя (в горното течение Пяндж) с притоците си Кокча, Сурхаб и др. Към водосборния басейн на Индийския океан принадлежи река Кабул (десен приток на Инд). Подхранването на реките е предимно снежно (през пролетта) и ледниково (през лятото). В равнините пълноводието им е през пролетта, през лятото намаляват, а водите на много от тях се губят в пясъците или се отклоняват за напояване. Енергийните им ресурси са слабо усвоени. Езерата са малко. През лятото малките езера в пустините пресъхват или се превръщат в солончаци. В много от районите на Афганистан грунтовите води са основен източник за напояване и водоснабдяване на населените места.

### Почви, растителност, животински свят
Най-разпространените почви в Афганистан са субтропичните планински пустинни сиво-кафяви (особено на юг и запад) и планинските сиво-земни почви. Значителни участъци са заети от незакрепени и полузакрепени пясъци. Планинските райони на север са заети от планински ливадно-степни, планинско-ливадни и планински канелени почви.
Растителността е предимно сухостепна и пустинна. Във вътрешните планински райони господстват ксерофитите (астрагал, аканто-лимон, камилски и магарешки бодил и др.), в пустините – пелинова и солянкова растителност, в пясъците – саксаул и ефемери. В Паромамиз преобладават хвойновите и бадемовите редки гори в съчетание с фригана, а в северните предпланински равнини – осиково-метличините съобщества на субтропичните пустини. В пограничните с Пакистан планински райони на Нуристан малки площи са заети с гори от западнохималайски тип, на височина до 2000 – 2400 m – вечнозелен дъб, а до 3300 – 3400 m – бор, ела, хималайски кедър. Нагоре следват храсталаци, субалпийски и алпийски пасища. Горите в Източен Хиндукуш се редуват с храстови и ливадно-алпийски формации. Към 2001 г. земеделските земи заемат 12,13% от територията на страната, постоянно отглежданите култури 0,22%, а останалите 87,65% са пустеещи непригодни за земеделие земи.
Фауната на Афганистан принадлежи към две подобласти на Холарктичната област – Централноазиатска и Средиземноморска. Преобладават планинските и пустинните животни. Копитни – див овен, дива коза, антилопа джейран, дива свиня, магаре кулан и др.; хищници – вълк, хиена, леопард, чакал и вр.; влечуги – костенурка, змии (отровни – рогата змия, кобра, усойница, отровница). Много богати са птичия свят, насекомите, в т.ч. селскостопанските вредители саранча и отровните паякообразни (каракурт, скорпион).

### Природни райони
В зависимост от релефа, геоложкия строеж, климата, почвите и растителността територията на Афганистан се поделя на 6 природни района:
- Бактрийска предпланинска равнина – с ефемероидна растителност на субтропичните пустини;
- Североафгански планини – характеризиращи се със сух субтропичен климат, планински полупустини и пустини в долния планински пояс и редки гори и високопланински пустини в горния пояс;
- Хиндукуш – Източен Хиндукуш със студени високопланински пустини и Западен Бадахшан – с планински пасища и малки участъци заети от гори и храсталаци;
- Вътрешни опустинени планински земи и плата (Хазараджат, Газни-Кандахарско) – с господство на ксерофитни храсти и субтропични степи;
- Южни и западни безотточни пустинни равнини с малки солени езера;
- Планински мусонен югоизток с летни дъждове и планински гори от западнохималайски тип.[1]